# Rue Dumenge
La rue Dumenge est une rue du plateau de la Croix-Rousse dans le 4e arrondissement de Lyon, en France. Elle débute rue du Mail, traverse la rue du Pavillon, la rue de Belfort et se termine rue Dumont-D'Urville.

## Accessibilité
V  Ce site est desservi par la station Vélo'v de : Rue d'Austerlitz

Ce site est desservi par la station de métro Croix-Rousse.

## Histoire
Au début du XIXe siècle, Pierre-Gabriel Dumenge était propriétaire de terrains à la Croix-Rousse.
En 1812, sur un clos de deux hectares, il fait construire un lotissement appelé le Clos Dumenge, qui offre des immeubles-ateliers spécialement conçus pour les tisseurs (les Canuts). Ils sont donc particulièrement hauts (pour y installer des métiers à tisser), et lumineux.
Dumenge en profite pour donner son nom à l'une des rues bordant le lotissement (délibération du conseil municipal du 21 septembre 1817). La rue Dumenge apparaît donc, dès 1817, dans les matrices cadastrales. Les numéros de rues ne sont donnés qu'en 1824.
La rue Sainte-Rose et la rue Dumenge sont rebaptisées rue de l'Émancipation en 1849, puis rue de la Démocratie en 1850, mais les deux rues reprennent leur ancien nom en 1851. Enfin en 1891, la rue Sainte-Rose est incorporée à la rue Dumenge.

## Description
On y trouve principalement des immeubles d'habitations, de type canut, des restaurants ainsi que les Ateliers, bâtiment regroupant des associations.
Au no 2
Adèle Bouvier, grand-mère de Nicolas Sarkozy, est née au no 2 de la rue Dumenge, le 5 mars 1891.
Au no 6
Une école (laïque) de garçon était installée au no 6 de la rue Dumenge, à la fin du XIXe siècle. En 1873, elle accueillait pas loin de 200 élèves, dont 75% de fils de tisseurs. Entre 1878 et 1880, l'école ferme, le propriétaire ayant refusé de renouveler le bail. On trouve également la galerie d'art Galerie Vrais Rêves à cette adresse.
Au no 9
L'immeuble Les Ateliers' abrite plusieurs associations alternatives dont Greenpeace France, la revue écologiste S!lence, le réseau Sortir du nucléaire, l'association Côté Jardins et la boîte postale du Salon Primevère.
Au no 10
En souvenir du passé canut de la rue, une navette de tisseur est représentée sur la grille d'entrée du no 10.